# Christelijke Scholengemeenschap Revius (Deventer)
Het Christelijke Scholengemeenschap Revius was een christelijke brede scholengemeenschap in Deventer. Ze had scholen voor gymnasium, atheneum, havo, mavo en vmbo. Het Revius ontstond in 1972 uit de Koningin Emmaschool, een christelijke (m)ulo en vanaf 1968 mavo. Het Revius viel onder de Vereniging voor Christelijk Nationaal Schoolonderwijs Deventer e.o.

## Geschiedenis
De Vereniging voor Christelijk Nationaal Schoolonderwijs Deventer e.o. opende op 1 november 1869 de eerste christelijke lagere school in Deventer. In 1904 begon men met ulo klassen in het pand aan de Polstraat 37. In 1929 verhuisde het christelijke lager onderwijs naar de Bagijnenstraat en werd de Koningin Wilhelminaschool. De ulo bleef aan de Polstraat en werd de Koningin Emmaschool.
De Emmaschool, betrok in 1970 een nieuw gebouw met 12 lokalen betrokken aan de F. van Blankenheimstraat 21. In 1971 werd i.s.m. het christelijke Zutphense Baudartius College  in 1971 een havo-afdeling opgezet in een pand aan de Keizerstraat. De naam Emmaschool werd gewijzigd in Christelijke Scholengemeenschap Revius.
Vanaf 1973 werd op het Revius ook vwo aangeboden en vanaf het schooljaar 1977/’78 ook lbo.
Op 12 september 1984 betrok het Revius een nieuw gebouw aan de Lebuïnuslaan. Het gebouw werd ontworpen door Architectenbureau Groen uit Emmen.
Later werd ook een afdeling voor voortgezet montessorionderwijs opgezet.

## Naam
De scholengemeenschap was genoemd naar de Deventenaar Jacobus Revius (1586 - 1658), predikant, dichter, vertaler en (kerk)historicus die de oprichting van het Deventer Athenaeum Illustre organiseerde.

## Fusie
De Scholengemeenschap Revius ging in 2000 op in het Etty Hillesum Lyceum (EHL). In het pand van het Revius werd “De Marke Noord”, een onderbouwschool voor havo, en een vmbo examenschool (basis, kader, mavo) van het EHL ondergebracht.

## Rectoren van de Scholengemeenschap Revius
- 1972 – 1975 – W. Cuperus
- 1975 – 1977 – K.F. Bakker (wnd.)
- 1977-– 1988 – drs. W.Y. Zandstra[1][5]
- 1988 – 1989 – J.H. Grevers (interim)
- 1989 – 1996 – drs. E. Hulsman
- 1996 – 1996 – P. Ruiter
- 1997-– 2000 – F. (Fred) Kulik[6][7]